# Фалтий
Фалтий, или Палти (ивр. פלטיאל ‎ — Палтиэль), сын Лаиша (Палти бен-Лаиш) из Галлима — персонаж Книг Царств, второй — после сбежавшего Давида — муж Мелхолы (младшей дочери царя Саула).

## Библейское повествование
В Библии про Фалтия рассказано очень мало, но достаточно образно. Сперва написано, что ему отдал Саул Мелхолу в жены (1Цар. 25:44), хотя формально она ещё была супругой Давида. Во 2-й книге царств описывается, что Иевосфей, пытаясь наладить отношения с Давидом, решил вернуть ему свою сестру. При сказано, что пошел с нею и муж её и с плачем провожал её до Бахурима (2Цар. 3:16).

## Законность второго брака Мелхолы
Хотя закон Хаммурапи, подобно Моисееву, ставит расторжение брака в зависимость от воли мужа, но, по-видимому, допускает (§ 136) и расторжение брака судом в случае бегства мужа. Моисеев же закон совершенно не знает юридического института безвестного отсутствия и связанных с ним семейных и имущественных отношений. Есть, однако, основание предполагать, что в глубокой древности евреи придерживались того же взгляда на убегавших из общины, что и Хаммурапи: царь Саул выдал дочь свою Мелхолу (Михаль), жену сбежавшего Давида, за Фалтия (Палти бен-Лаиша) (1 кн. Сам., 25, 44), и летописец, сообщая об этом, не выражает по этому поводу ни малейшего неодобрения.

## Раввинистическая интерпретация
Согласно трактату Санхедрин в браке Фалтия и Мелхолы не было интимных отношений, вплоть до того, что в постели между супругами лежал меч. Плач же при расставании Талмуд объясняет сожалением о прекращении этого доброго дела: Разве не написано муж её и с плачем провожал (II Царств 3.16)? — Это было из-за потери доброго дела [самоограничения]. Поэтому [он последовал за ней] до [в городе под названием] Бахурим (буквально, молодежь), подразумевая, что они оба остались как незамужние молодые люди, а не вкусили удовольствие брачных отношений.